# Айрапетян, Арсен Мгерович
Арсен Мгерович Айрапетян (18 февраля 1997, Ярославль, Россия) — российский футболист, полузащитник.

## Биография
Воспитанник ярославского «Шинника». Детским тренером Айрапетяна был Алексей Николаевич Казалов. В 2015 году дебютировал за основной состав команды в ФНЛ. Провел за родной клуб пять лет, однако большую часть времени полузащитника отдавали в аренды в коллективы второй лиги. В 2020 году перешел в московскую «Родину». Вскоре после выхода столичной команды в ФНЛ полузащитник отправился в аренду в клуб армянской Премьер-лиги «Ноа». Дебютировал в элите 2 октября 2022 года в поединке против «Вана», который закончился со счетом 2:2. В июле 2023 года перешел в ивановский «Текстильщик», за который дебютировал в матче первого круга «серебряной группы» второй лиги против белгородского «Салюта» (0:4). С 16.02.2024 по 16.07.2024 был игроком Рязани .